# 波馬爾庫

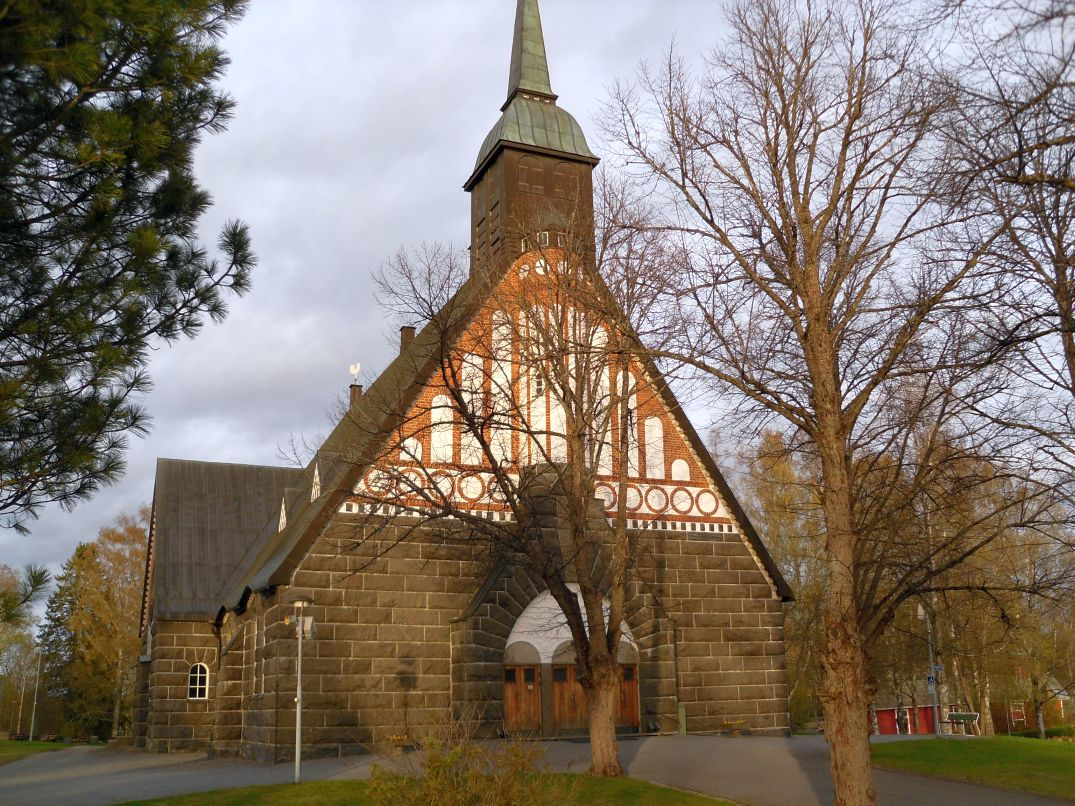
波馬爾庫教堂

波馬爾庫（芬蘭語：Pomarkku）是芬蘭的市鎮，位於該國西南部，在薩塔昆塔區内，始建於1868年，面積332.04平方公里，2013年人口2,412，人口密度為每平方公里8.01人。

## 外部連結
- 波馬爾庫市镇官方网站 （页面存档备份，存于） （文）